# جيمس جوردن
جيمس جوردن (بالإنجليزية: Jim Jordan)‏ هو ممثل أمريكي، ولد في 16 نوفمبر 1896 ببيوريا في الولايات المتحدة، وتوفي في 1 أبريل 1988 ببيفرلي هيلز في الولايات المتحدة.

## أعمال

### أفلام
- (1977) المنقذون[4][5][6][7][8]

## وصلات خارجية
- جيمس جوردن على موقع IMDb (الإنجليزية)
- جيمس جوردن على موقع ألو سيني (الفرنسية)
- جيمس جوردن على موقع ميوزك برينز (الإنجليزية)
- جيمس جوردن على موقع أول موفي (الإنجليزية)
- جيمس جوردن على موقع إن إن دي بي (الإنجليزية)
- جيمس جوردن على موقع قاعدة بيانات الفيلم (الإنجليزية)
- جيمس جوردن على موقع كينوبويسك (الروسية)